# جامعة مصر للمعلوماتية
جامعة مصر للمعلوماتية (بالإنجليزية: Egypt University of Informatics) هي جامعة أهلية غير هادفة للربح، متخصصة في مجالات الاتصالات وتكنولوجيا المعلومات، أسستها وزارة الاتصالات وتكنولوجيا المعلومات في مدينة المعرفة بالعاصمة الإدارية الجديدة.

## النشأة
في 14 يوليو 2021، وافق مجلس الوزراء، على مشروع قرار رئيس الجمهورية، بشأن إنشاء جامعة أهلية باسم «جامعة مصر للمعلوماتية»، ومقرها مدينة المعرفة بالعاصمة الإدارية الجديدة. وتساهم في رفع مستوى التعليم والبحث العلمي، وتوفير التخصصات العلمية لإعداد المتخصصين والفنيين والخبراء في شتى المجالات، بما يحقق الربط بين أهدافها واحتياجات المجتمع المتطور.
في 09 أغسطس 2021، أصدر رئيس جمهورية مصر العربية، القرار رقم 329 لسنة 2021، بشأن إنشاء جامعة أهلية باسم «جامعة مصر للمعلوماتية». ووفقًا للمادة الأولي من القرار المنشور في الجريدة الرسمية، تكون للجامعة الشخصية الاعتبارية ولا تهدف للربح، ويكون مقرها مدينة المعرفة بالعاصمة الإدارية الجديدة.
في 23 أغسطس 2021، عقد مجلس امناء جامعة مصر للمعلوماتية أولى اجتماعاته حيث تم التأكيد على رئاسة المستشار عدلى منصور رئيس جمهورية مصر العربية السابق لمجلس أمناء الجامعة وذلك بحضور وزير الاتصالات وتكنولوجيا المعلومات.

## الأهداف
تهدف الجامعة إلى توفير تعليم وبحث علمي على مستوى عالمي، لتكون مركزًا لتطوير القدرات البشرية المتميزة في المجالات الحديثة المتعلقة بتكنولوجيا المعلومات والاتصالات. كما ستقدم الجامعة أيضًا برامج لبناء القدرات وتقديم الاستشارات، مما يساهم في التنمية البشرية والاجتماعية والاقتصادية لمصر.
وباعتبارها جامعة رائدة في مصر ومنطقة الشرق الأوسط وشمال أفريقيا، تهدف الجامعة إلى القيام بدور فعّال لبناء كوادر علمية في مجالات الاتصالات تكنولوجيا المعلومات وفي المجالات ذات الصلة، لتكون قادرة على مواكبة التطورات السريعة والهائلة وإنتاج المعارف من خلال البحوث العلمية المتقدمة والمبتكرة وحل مشكلات المجتمع.
ومن خلال بناء شراكات مع جامعات مرموقة ذات تصنيف عالمي عال، تمنح الجامعة درجات علمية مزدوجة، حيث سيحصل المرشحون الناجحون على درجة علمية من كلا من جامعة مصر للمعلوماتية والجامعة الأجنبية الأخرى، بحيث يقضي المرشحون الناجحون عامهم الأخير في الحرم الجامعي للشريك بالخارج، مع بعض الدورات المدمجة التي تقدمها الجامعة الشريكة خلال السنوات الأولى من دراستهم في مقر جامعة مصر للمعلوماتية.

## الكليات
تقدم الجامعة شهادات البكالوريوس والماجستير والدكتوراه، وتتضمن الكليات التالية:
- كلية الحاسبات والمعلومات
- كلية الهندسة
- كلية معلوماتية الأعمال
- كلية الفنون والتصميم الرقمي

## البرامج
تقدم جامعة مصر للمعلوماتية العديد من البرامج المتقدمة في كل مجال من مجالاتها كما تمنح درجة الماجستير بالاتفاق مع جامعات مرموقة عالميا

### كلية علوم الحاسب والمعلومات
- علوم الحاسب
- الأمن السيبراني
- الرسم بالحاسب وبرمجة الألعاب الالكترونية
- الذكاء الاصطناعي
- علوم وهندسة البيانات
- هندسة البرمجيات

### كلية الهندسة
- هندسة الالكترونيات والاتصالات
- هندسة الحاسب
- الهندسة الصناعية
- هندسة الميكاترونيكس والروبوت

### كلية تكنولوجيا الاعمال
- التمويل
- المحاسبة
- تحليل الأعمال
- إدارة تكنولوجيا الأعمال
- التسويق الرقمي والتجارة الإلكترونية
- ريادة الأعمال والإبتكار

### كلية الفنون الرقمية والتصميم
- التصميم التفاعلي
- الرسوم المتحركة
- تصميم الألعاب الالكترونية
- فنون الوسائط الإعلامية الحديثة
- التصميم الجرافيكي
- تصميم تجربة المستخدم

## وصلات خارجية
- الموقع الرسمي للجامعة.